# Patrik Rasmussen
Patrik Jan Bernhard Rasmussen, född 16 januari 1981 i Kinnarumma, är en svensk sångare. 
Patrik Rasmussen fick sitt genombrott i första omgången av Fame Factory 2002 på TV3. Där gick han till final och slutade tvåa efter Magnus Bäcklund. Därefter blev han frontperson i dansbandet Date. Bandet deltog i Melodifestivalen 2005 med bidraget "Hörde änglarna viska ditt namn'", vilken kom på sjunde plats i sin deltävling. Rasmussen hade innan dess medverkat i Melodifestivalen 2002 i kören bakom Poets och deras bidrag "What Difference Does It Make'".
Han har arbetat på Wallmans salonger i Köpenhamn, Helsingborg, Oslo, Stockholm och På turné. Som musikalartist har han haft roller i två Disney-musikaler. I Tarzan spelade han rollen som Terk och i Aida spelade han rollen som Mereb. Rasmussen har ingått i duon och popgruppen One Un1ted. 
År 2016 släppte Rasmussen sin egenskrivna jullåt "Tid För Oss (Min Underbara Jul)" och 2018 bröllopsvalsen "Ovan Molnen (Bröllopsvals)" i en duett tillsammans med Anna-Klara Folin som medverkade i samma omgång av Fame Factory 2002.

## Diskografi

### Album
- 2002 - Samlingsalbum - Fame Factory Volym 1
- 2002 - Samlingsalbum - Fame Factory Volym 2
- 2003 - Samlingsalbum - Fame Factory Volym 3
- 2003 - Samlingsalbum - Fame Factory Volym 4
- 2003 - Samlingsalbum - Fame Factory Volym 6
- 2003 - Samlingsalbum - Fame Factory Visor
- 2004 - Date - Sjunde Himlen
- 2004 - Samlingsalbum - Fame Factory Volym 8
- 2005 - Samlingsalbum - Fame Factory Volym 10
- 2005 - Samlingsalbum - Melodifestivalen 2005

### Singlar
- 2003 - Patrik Rasmussen & Date - Brinner För Dig
- 2005 - Date - Hörde Änglarna Viska Ditt Namn
- 2014 - One Un1ted - Nevermore
- 2015 - One Un1ted - Killing Me
- 2015 - One Un1ted - Wallflower
- 2015 - One Un1ted - The Animal Song
- 2017 - Tid För Oss (Min Underbara Jul)
- 2017 - Ovan Molnen (Bröllopsvals) - duett med Anna-Klara Folin
- 2021- Om du undrar  - Xplays
- 2021 - Låt kärleken slå rot - Xplays
- 2021 - All I Want for Christmas is You - Xplays